# Heteropsis (papillon)
Genre
Synonymes
- Gallienia Oberthür, 1916[1]
- Smithia Mabille, 1880[1]

Heteropsis est un genre de papillons de la famille des Nymphalidae et de la sous-famille des Satyrinae qui résident pour la plupart à Madagascar, quelques-uns en Afrique et un en Asie du Sud-Est.

## Dénomination
Le genre Heteropsis a été décrit par Westwood en 1850.

## Liste des espèces
- Heteropsis adolphei ( Guérin-Méneville, 1843) ; présent dans le Sud de l'Inde
- Heteropsis alaokola (Oberthür, 1916) ; présent à Madagascar
- Heteropsis anceps (Oberthür, 1916) ; présent à Madagascar
- Heteropsis andasibe Lees, 2003 ;
- Heteropsis andravahana (Mabille, 1878) ;
- Heteropsis anganavo (Ward, 1871) ; présent à Madagascar
- Heteropsis angolensis Kielland, 1994 ;
- Heteropsis angulifascia (Butler, 1879) ; présent à Madagascar
- Heteropsis ankaratra (Ward, 1870) ; présent à Madagascar
- Heteropsis ankoma (Mabille, 1878) ; présent à Madagascar
- Heteropsis ankova (Ward, 1870) ; présent à Madagascar
- Heteropsis antahala (Ward, 1872) ; présent à Madagascar
- Heteropsis avelona (Ward, 1870) ; présent à Madagascar
- Heteropsis bicristata (Mabille, 1878) ; présent à Madagascar
- Heteropsis centralis Aurivillius, 1903 ; présent en Angola, au Zaïre et en Zambie
- Heteropsis comorana (Oberthür, 1916) ; présent dans l'archipel des Comores
- Heteropsis cowani (Butler, 1880) ; présent à Madagascar
- Heteropsis decira (Plötz, 1880) ; présent au Ghana et au Liberia.
- Heteropsis difficilis (Mabille, [1880]) ; présent à Madagascar
- Heteropsis drepana Westwood, 1850 ; présent à Madagascar
- Heteropsis eliasis (Hewitson, [1866]) ; présent en Angola et dans le Sud du Zaïre.
- Heteropsis elisi (Karsch, 1893) ; présent au Togo et en Guinée
  - Heteropsis elisi elisi
  - Heteropsis elisi tanzanica Kielland, 1994
  - Heteropsis elisi uluguru Kielland, 1990
- Heteropsis erebennis (Oberthür, 1916) ; présent à Madagascar
- Heteropsis erebina (Oberthür, 1916) ; présent à Madagascar
- Heteropsis exocellata (Mabille, [1880]) ; présent à Madagascar
- Heteropsis fuliginosa (Mabille, 1878) ; présent à Madagascar
- Heteropsis iboina (Ward, 1870) ; présent à Madagascar
- Heteropsis laeta (Oberthür, 1916) ; présent à Madagascar
- Heteropsis laetifica (Oberthür, 1916) ; présent à Madagascar
- Heteropsis mabillei (Butler, 1879) ; présent à Madagascar
- Heteropsis maevaa (Mabille, 1878) ; présent à Madagascar
- Heteropsis masoura (Hewitson, 1875) ; présent à Madagascar
- Heteropsis narcissus (Fabricius, 1798)
  - Heteropsis narcissus narcissus ; présent à l'île Maurice
  - Heteropsis narcissus borbonica (Oberthur, 1916) ; présent à La Réunion
  - Heteropsis narcissus comorensis (Oberthür, 1916) ; présent dans l'archipel des Comores
  - Heteropsis narcissus fraterna (Butler, 1868) ; présent à Madagascar
  - Heteropsis narcissus mayottensis (Oberthür, 1916) ; présent à Mayotte
  - Heteropsis narcissus salimi (Turlin, 1994) ; présent dans l'archipel des Comores
- Heteropsis narova (Mabille, 1877) ; présent à Madagascar
- Heteropsis nigrescens (Bethune-Baker, 1908) ;
  - Heteropsis nigrescens nigrescens
  - Heteropsis nigrescens striata (Libert, 2006)
- Heteropsis ochracea Lathy, 1906 ; présent en Angola
- Heteropsis obscura (Oberthür, 1916) ; présent à Madagascar
- Heteropsis pallida (Oberthür, 1916) ; présent à Madagascar
- Heteropsis paradoxa (Mabille, [1880]) ; présent à Madagascar
- Heteropsis parva (Butler, 1879) ; présent à Madagascar
- Heteropsis parvidens (Mabille, 1880) ; présent à Madagascar
- Heteropsis passandava (Ward, 1871) ; présent à Madagascar
- Heteropsis pauper (Oberthür, 1916) ; présent à Madagascar
- Heteropsis peitho (Plötz, 1880) ; présent au Ghana, au Cameroun, au Zaïre et au Kenya.
  - Heteropsis peitho peitho
  - Heteropsis peitho gigas (Libert, 2006)
  - Heteropsis peitho reducta (Libert, 2006)
- Heteropsis perspicua (Trimen, 1873) ; dans l'Est de l'Afrique
  - Heteropsis perspicua perspicua
  - Heteropsis perspicua camerounica Kielland, 1994
- Heteropsis phaea (Karsch, 1894) ; dans une partie du centre de l'Afrique
  - Heteropsis phaea phaea
  - Heteropsis phaea ignota (Libert, 2006)
  - Heteropsis phaea katangensis (Overlaet, 1955)
- Heteropsis sabas (Oberthür, 1923) ; présent à Madagascar
- Heteropsis simonsii (Butler, 1877) ; dans une partie du Sud de l'Afrique
- Heteropsis strato (Mabille, 1878) ; présent à Madagascar
- Heteropsis strigula (Mabille, 1877) ; présent à Madagascar
- Heteropsis subsimilis (Butler, 1879) ; présent à Madagascar
- Heteropsis teratia (Karsch, 1894) ;
- Heteropsis turbans (Oberthür, 1916) ; présent à Madagascar
- Heteropsis turbata (Butler, 1880) ; présent à Madagascar
- Heteropsis ubenica Thurau, 1903 ; dans le Sud-Est de l'Afrique
  - Heteropsis ubenica ubenica
  - Heteropsis ubenica mahale Kielland, 1994
  - Heteropsis ubenica ugandica Kielland, 1994
  - Heteropsis ubenica uzungwa Kielland, 1994
- Heteropsis undulans (Oberthür, 1916) ; présent à Madagascar
- Heteropsis uniformis (Oberthür, 1916) ; présent à Madagascar
- Heteropsis viettei Lees, 2003 ;
- Heteropsis vola (Ward, 1870) ; présent à Madagascar
- Heteropsis wardii (Butler, 1879) ; présent à Madagascar